# Neelipleona
Los neelipleones (Neelipleona) son un pequeño orden o suborden de colémbolos, con una sola familia llamada Neelidae. Actualmente contiene 34 o 35 especies en 5 géneros a nivel mundial. La mayoría mide menos de 0,5 mm de largo y viven en el suelo o en la hojarasca. Tienen una apariencia globular, con los segmentos abdominales fusionados sin marcas visibles, no tienen ojos y las antenas son más cortas que su cabeza. Tienen una estructura similar a Symphypleona, pero se diferencian de estos en que el cuerpo está conformado por la expansión del tórax y no por los segmentos el abdomen. Aparentemente, solo este suborden vendría a ser monofilético.
Hay 6 géneros: Acanthothorax con 1 representante, Neelus con 4, Neelides con 5, Megalothorax con 21, Spinaethorax con 2 y Zelandothorax con 1.

## Lista de especies conocidas
A continuación se listan 34 especies conocidas de Neelidae, en negro el género y luego el científico y año.
- Acanthothorax Bretfeld & Griegel, 1999, nec Gaede, 1832

Acanthothorax pratensis Bretfeld & Griegel, 1999, t.t.
- Neelus Folsom 1896

Neelus murinus Folsom 1896 (Neelus)
Neelus desantisi Najt, 1971
Neelus fimbriatus Bretfeld & Trinklein, 2000
Neelus labralisetosus Massoud & Vannier, 1967
- Neelides Caroli, 1912

Neelides minutus (Folsom, 1901) Bonet, 1947
Neelides dianae Christiansen and Bellinger 1981
Neelides snideri Bernard 1975
Neelides folsomi Caroli, 1912
Neelides bisetosus Bretfeld & Trinklein, 2000
- Megalothorax Willem, V, 1900:7

Megalothorax albus Maynard 1951 aquaticus Stach, 1951
Megalothorax australis Delamare Deboutteville, C et Massoud, Z in Delamare Deboutteville, C et Rapaport, E, 1963
Megalothorax boneti Stach, J, 1960
Megalothorax gabonensis Massoud & Vannier, 1965
Megalothorax incertoides Mills, HB, 1934
Megalothorax incertus Börner 1903
Megalothorax interruptus Hüther, 1967
Megalothorax laevis Denis, 1948
Megalothorax massoudi Deharveng, 1978
Megalothorax minimus Willem 1900
Megalothorax piloli Christiansen, K et Bellinger, P, 1992
Megalothorax poki Christiansen, K et Bellinger, P, 1992
Megalothorax rapoporti Salmon, 1964
Megalothorax rubidus Salmon, 1946
Megalothorax sanctistephani Christian, E, 1998
Megalothorax subtristani Delamare Deboutteville, 1950
Megalothorax tristani Denis 1933
Megalothorax tuberculatus Deharveng & Beruete, 1993
- Spinaethorax Papáč & Palacios-Vargas,2016[3]

Spinaethorax spinotricosus (Palacios-Vargas & Sánchez, 1999)
Spinaethorax tonoius (Palacios-Vargas & Sánchez, 1999)
- Zelandothorax Delamare Deboutteville & Massoud, 1963

Zelandothorax novaezealandiae (Salmon, JT, 1944:172) Delamare Deboutteville & Massoud, 1963:172, t.t.